# 灼熱らぶ
「灼熱らぶ」（しゃくねつらぶ）は、日本のバンドTUBEの51枚目のシングルである。2010年6月2日発売。発売元はソニー・ミュージックアソシエイテッドレコーズ。

## 概要
初回生産限定盤は「TUBEオリジナル卓上カレンダー」が付いており、三方背スリーブ仕様となっている。リミックス曲が収録されるシングルは「SKY HIGH」以来となる。

## 収録曲
| 全作曲: 春畑道哉。 |                                                                           |                              |            |                    |      |
| #                  | タイトル                                                                  | 作詞                         | 作曲・編曲 | 編曲               | 時間 |
| 1.                 | 「灼熱らぶ」                                                              | 前田亘輝                     | 春畑道哉   | TUBE               | 3:40 |
| 2.                 | 「絆」                                                                    | 前田亘輝                     | 春畑道哉   | TUBE               | 4:11 |
| 3.                 | 「恋してムーチョ feat. エイジアエンジニア（Remixed by Piston Nishizawa)」 | 前田亘輝、エイジアエンジニア | 春畑道哉   | TUBE、ピストン西沢 | 4:22 |
| 4.                 | 「灼熱らぶ (Instrumental)」                                               |                              | 春畑道哉   | TUBE               | 3:40 |
| 合計時間:          | 合計時間:                                                                 | 合計時間:                    | 合計時間:  | 15:53              |      |

## 収録アルバム
- Surprise! （#1,2）
- MIX TUBE-Remixed by Piston Nishizawa- （#3）
- 35年で35曲 “夏と恋” ～夏の数だけ恋したけど～（#1、リミックス）
- All Singles TUBEst -White- (#1)